# Марк Перперна (консул 130 пр.н.е.)
Вижте пояснителната страница за други личности с името Марк Перперна.
Марк Перперна (на латински: Marcus Perperna; † 129 пр.н.е. в Пергамон) e политик на Римската република през 2 век пр.н.е.
Произлиза от етруската фамилия Перперна. Баща му изглежда е изгонен през 126 пр.н.е. от Рим, понеже се подиграва на римското гражданство. Той е баща на Марк Перперна (консул 92 пр.н.е. и цензор 86 пр.н.е.).
През 135 пр.н.е. е претор и потушава първото робско въстание в Сицилия и е награден с ovatio. През 130 пр.н.е. е избран като homo novus за консул заедно с Луций Корнелий Лентул. Колегата му Лентул умира и за суфектконсул е избран Апий Клавдий Пулхер. Той е изпратен в Мала Азия и потушава въстанието на Аристоник Пергамски при град Stratonikeia в Кария. По време на подготовката на триумфа, празненството за победата, Перперна умира в Пергамон преди да тръгне за Рим.